# American College Dictionary
L'American College Dictionary a été le premier dictionnaire publié par Random House  et a ensuite été élargi pour créer le Random House Dictionary of the English Language. Publié pour la première fois en 1947, The American College Dictionary a été édité par Clarence Barnhart (en) à partir de l'édition de 1927 du Century Dictionary,.

## Historique
La société d'édition Random House est entrée sur le marché du livre de référence après la Seconde Guerre mondiale. Elle a acquis les droits sur le Century Dictionary et le Dictionary of American English (en), tous deux épuisés,.

### Développement
De nombreux chercheurs ont participé au développement du dictionnaire avec plus de 300 spécialistes. Plusieurs médecins ont apporté leur aide pour la rédcation des articles dans les domaines de la médecine et de psychologie.La première édition, en 1947, qui comprenait 1432 pages se vendait inirialement 5,00 $.

### Adaptations ultérieures
À la fin des années 1950, il a été décidé de publier une extension de l'American College Dictionary, qui avait été modestement mis à jour à chaque réimpression depuis sa publication. Sous la direction de Jess Stein et Laurence Urdang (en), ils ont enrichi l'ouvrage avec un grand nombre d'entrées dans tous les domaines, principalement celui des noms propres, et l'ont publié en 1966 sous le titre: The Random House Dictionary of the English Language: The Unabridged Edition. C'était le premier dictionnaire à utiliser des ordinateurs dans sa compilation et composition.

## Commentaire
Lorsque l'American College Dictionary fut publié pour la première fois, il fut désigné dans le Journal of the American Medical Association comme l'ouvrage le plus moderne de sa catégorie précisant que le dictionnaire incluait "... des informations considérables non disponibles dans d'autres dictionnaires, tels que les règles de ponctuation, les notes des correcteurs, les notes de bas de page et la bibliographie".